# Luis Vera
Luis Enrique Vera Martineau est un footballeur vénézuélien né le 9 mars 1973 à Ciudad Bolivar. Il évolue au poste de milieu et joue avec le Caracas FC et le Venezuela. Son surnom est El Pájaro.
Il a participé à la Copa América 2007 et commence sa carrière en 1996 également la même année en sélection ou il inscrit 2 buts en 53 matches. Il a toujours joué au Venezuela avec les clubs de Minervén FC, Atlético Zulia, Caracas FC, Monagas SC puis est retourné au club de Caracas FC.

## Carrière
- 1996-1997 : Minervén FC
- 1997-1998 : Atlético Zulia
- 1998-2002 : Caracas FC
- 2002-2003 : Monagas SC
- 2003- : Caracas FC

## Sélections
- 53 sélections et 2 buts avec l'équipe du Venezuela de football entre 1996 et 2007.